# Evangelisch-methodistische Kirche
Die Evangelisch-methodistische Kirche (Abkürzung in Deutschland und Österreich: EmK, in der Schweiz: EMK; englisch UMC für United Methodist Church) ist eine Kirche in der wesleyanischen Tradition. Sie steht auf dem Boden der Reformation und für ihre Theologie waren anglikanische, lutherische, herrnhutische und gemäßigt-calvinistische Einflüsse bestimmend. In Deutschland und der Schweiz versteht die EmK sich als Freikirche.
Sie ist eines von 80 Mitgliedern im Weltrat methodistischer Kirchen, einer Gemeinschaft von eigenständigen Kirchen in der wesleyanischen Tradition. Angehörige der Evangelisch-methodistischen Kirche werden ebenso wie Angehörige anderer methodistischer Kirchen als Methodisten bezeichnet.

## Verbreitung
Die Evangelisch-methodistische Kirche ist die mitgliederstärkste der methodistisch geprägten Kirchen. Am stärksten vertreten ist sie in den Vereinigten Staaten, wo sie hinter der Southern Baptist Convention die zweitgrößte protestantische Kirche darstellt. Die Entwicklung der Mitgliederzahlen ist weltweit sehr unterschiedlich.
| Region / Zentralkonferenz | Kirchenglieder | Kirchenglieder | Veränderung | Veränderung |
| Region / Zentralkonferenz | 1998           | 2008           | Veränderung | Veränderung |
| ------------------------- | -------------- | -------------- | ----------- | ----------- |
| Nordeuropa und Eurasien   | 19 110         | 15 560         | −3 550      | 0−19 %      |
| Mittel- und Südeuropa     | 22 218         | 16 162         | −6 056      | 0−27 %      |
| Deutschland               | 39 800         | 33 364         | −6 436      | 0−16 %      |
| Philippinen               | 66 901         | 201 344        | +134 443    | +201 %      |
| Zentralafrika             | 128 016        | 374 090        | +246 074    | +192 %      |
| Kongo                     | 630 697        | 1 090 863      | +460 166    | 0+73 %      |
| Westafrika                | 316 825        | 1 636 815      | +1 319 990  | +417 %      |
| Vereinigte Staaten        | 8 363 584      | 7 774 420      | −589 164    | 0−7 %       |
| Total                     | 9 587 151      | 11 142 618     | +1 555 467  | +16 %       |

Quelle der Statistik: 2010 State of the Church: Membership
Die Evangelisch-methodistische Kirche unterscheidet zwischen Kirchengliedern (bekennenden Gliedern) und Kirchenangehörigen (getauften Gliedern). Kirchenglieder sind getaufte Religionsmündige, die anlässlich ihrer Taufe oder eines Aufnahmegottesdienstes in einer vorgeschriebenen liturgischen Form ihren Glauben vor der Gemeinde bekannt und ihren Zugehörigkeitswillen ausgesprochen haben. Kirchenangehörige sind alle, die getauft wurden, jedoch (noch) kein Aufnahmeritual durchlaufen haben (hauptsächlich Kinder von Kirchengliedern).

Neues Logo (seit dem 22. Nov. 2008) der EmK in Deutschland

Logo der EmK in Österreich und der Schweiz (bis 2008 auch in Deutschland verwendet), intern scherzhaft „Spalt-Tablette“ genannt

In Deutschland zählt die EmK etwa 45.000 Glieder und Angehörige (zusammen), in der Schweiz etwa 4.500 und in Österreich knapp 1.500. Hauptsächlich vertreten ist die Evangelisch-methodistische Kirche in Deutschland vor allem im Raum Stuttgart sowie in Teilen Südwestsachsens (West-, Mittelerzgebirge und Sächsisches Vogtland).
In der Schweiz ist die EmK überwiegend in den Kantonen mit reformierter Tradition vertreten, mit Schwerpunkten im Raum Basel, Aargau, Zürich, Bern, Berner Oberland, Biel und Lausanne. Die Mitgliederzahl nahm im Laufe der Jahrzehnte stark ab: Von zwanzigtausend Mitgliedern im Jahr 1970 auf fünftausend im Jahr 2019.
Der Anteil der EmK-Mitglieder an der Schweizer Gesamtbevölkerung betrug 0,17 % (1970), 0,09 % (1980), 0,15 % (1990), 0,12 % (2000) und 0,06 % (2019).

## Organisation
Die Evangelisch-methodistische Kirche ist lokal und weltweit stark in einem Verbundsystem vernetzt (Konnexionalismus, englisch Connection), im Gegensatz zu anderen Freikirchen, die die Leitung durch Älteste (Presbyterianismus) oder die Selbständigkeit der Gemeinden (Kongregationalismus) betonen.
Die Legislative der internationalen Kirche üben die so genannten Konferenzen aus, die über Glaubens- und Verwaltungsfragen bis hin zur Kirchenverfassung und Kirchenordnung der Gesamtkirche entscheiden. Das Wort „Konferenz“ wird sowohl in seinem engeren Sinn (Zusammenkunft zum Besprechen von Angelegenheiten, ähnlich einer Synode) als auch in der Bedeutung als ständige Einrichtung und in einer räumlichen Bedeutung verwendet.
- Das oberste Gremium bildet die Generalkonferenz (GK), die alle vier Jahre tagt. Sie ist für alle ausgesprochen gesamtkirchlichen Angelegenheiten zuständig.
- Die Zentralkonferenzen (ZK), die meist das Gebiet mehrerer (Jährlicher) Konferenzen umfassen, wurden im 20. Jahrhundert außerhalb der Vereinigten Staaten eingeführt. Zentralkonferenzen haben das Recht, die Kirchenordnung in einem gewissen Rahmen lokalen Gegebenheiten anzupassen. (Die Kirchenverfassung gilt überall in gleicher Weise.) Die Vereinigten Staaten sind in Jurisdiktionen aufgeteilt, die auf der gleichen Ebene wie die Zentralkonferenzen stehen. Die geographische Aufteilung der Länder auf Zentralkonferenzen ist historisch gewachsen.
- Die territorialen Gebiete der Jährlichen Konferenzen (JK) umfassen Distrikte mit jeweils einer größeren Anzahl von Bezirken. Stimmrecht in einer JK haben wenige Delegierte. Die JK sind die grundlegenden Körperschaften in der Kirche. Den Distrikten stehen Superintendenten vor.[13]
- Die unterste Ebene besteht aus den Bezirkskonferenzen (BK), die je nach Gemeindegröße eine oder mehrere Gemeinden umfassen. Sie sind für die gesamte kirchliche Arbeit und alle kirchlichen Einrichtungen ihres Bezirks verantwortlich. Die Zusammensetzung der Bezirkskonferenzen (BK) ist in den Zentralkonferenzen von Deutschland und von Mittel- und Südeuropa unterschiedlich geregelt; Stimmrecht haben in den BK nicht alle Glieder des Bezirks, sondern einige gewählte Glieder.

Die Jährlichen Konferenzen, die Zentralkonferenzen sowie die Generalkonferenz sind paritätisch, das heißt zu gleichen Teilen aus Laiendelegierten und hauptamtlichen Geistlichen, zusammengesetzt, wobei die Laiendelegierten jeweils von der nächst unteren Ebene gewählt werden. Die Bischöfe haben in den jeweiligen Konferenzen immer nur ein einfaches Stimmrecht, leiten diese eher moderierend und können in ihrer Funktion als Repräsentanten der Kirche nur die von den Konferenzen demokratisch erarbeiteten Standpunkte vertreten.
Die Pastorinnen/Pastoren (in der Schweiz Pfarrerinnen/Pfarrer) sind nicht von der Gemeinde, sondern von der übergeordneten Konferenz angestellt. Sie erhalten vom jeweiligen Bischof/Bischöfin jährlich eine Dienstzuweisung auf einen Gemeindebezirk, den sie dementsprechend in unregelmäßigen, meist mehrjährigen Abständen wechseln. Im deutschsprachigen Raum erfolgt ihre Ausbildung in der Regel an der Theologischen Hochschule Reutlingen.
Die Evangelisch-methodistische Kirche verzichtet auf den Einzug von Kirchensteuern. Sie finanziert sich allein durch freiwillige Beiträge ihrer Mitglieder.

### Die Jurisdiktional- und Zentralkonferenzen

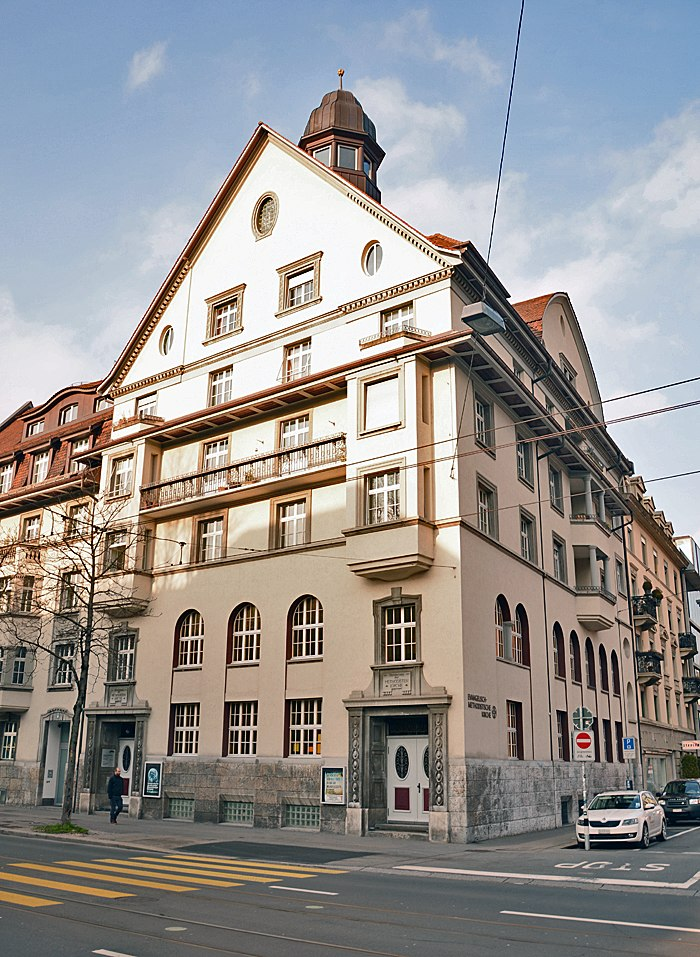
Ein Gebäude der EmK in Zürich

Die Kirche ist in den USA in fünf Jurisdiktionalkonferenzen organisiert: Northeastern, Southeastern, North Central, South Central and Western.
Außerhalb der Vereinigten Staaten ist die Kirche in Zentralkonferenzen (ZK) gegliedert, die organisatorisch auf der gleichen Ebene wie die Jurisdiktionalkonferenzen stehen.
- ZK Afrika: Angola, Botswana, Burundi, Kenia, Malawi, Mosambik, Namibia, Ruanda, Sambia, Simbabwe, Südafrika, Südsudan, Uganda
- ZK Deutschland: Deutschland
- ZK Kongo: Demokratische Republik Kongo, Republik Kongo, Sambia, Tansania
- ZK Mittel- und Südeuropa: Albanien, Algerien, Belgien, Bulgarien, Frankreich, Kroatien, Nordmazedonien, Österreich, Polen, Rumänien, Schweiz, Serbien, Slowakei, Tschechien, Tunesien, Ungarn
- ZK Nordeuropa und Eurasien: Dänemark, Estland, Finnland, Kasachstan, Kirgisistan, Lettland, Litauen, Moldau, Norwegen, Russland, Schweden, Tadschikistan, Ukraine, Usbekistan, Belarus
- ZK Philippinen: Philippinen
- ZK Westafrika: Elfenbeinküste, Guinea, Liberia, Nigeria, Senegal, Sierra Leone

### Jährliche Konferenzen im deutschen Sprachraum
- Zentralkonferenz Deutschland,[14] amtierender Bischof ist Harald Rückert
  - Norddeutsche Jährliche Konferenz mit den Distrikten Berlin, Essen und Hamburg in den Bundesländern Brandenburg, Bremen, Hamburg, Mecklenburg-Vorpommern sowie teilweise Hessen, Nordrhein-Westfalen, Sachsen-Anhalt und Thüringen (96 Gemeinden)
  - Ostdeutsche Jährliche Konferenz mit den Distrikten Dresden und Zwickau in den Bundesländern Sachsen sowie teilweise Sachsen-Anhalt und Thüringen (116 Gemeinden)
  - Süddeutsche Jährliche Konferenz mit den Distrikten Nürnberg, Reutlingen, Stuttgart, Heidelberg in den Bundesländern Baden-Württemberg, Bayern, Rheinland-Pfalz, Saarland sowie teilweise Hessen und Nordrhein-Westfalen (242 Gemeinden)

- Zentralkonferenz Mittel- und Südeuropa,[15] amtierender Bischof ist Stefan Zürcher[16].
  - Jährliche Konferenz Ungarn (45 Gemeinden)
  - Jährliche Konferenz Österreich (9 Gemeinden)
  - Jährliche Konferenz Tschechien (27 Gemeinden) und Slowakei (15 Gemeinden)
  - Jährliche Konferenz Polen (37 Gemeinden)
  - Jährliche Konferenz Schweiz/Frankreich mit Frankreich (20 Gemeinden), Schweiz (133 Gemeinden) und Nordafrika
  - Jährliche Konferenz Bulgarien (37 Gemeinden)
  - Jährliche Konferenz Serbien und Montenegro (18 Gemeinden) und Makedonien (13 Gemeinden)

Strukturell direkt dem Bischof unterstellt sind:
- Kroatien (2 Gemeinden)
- Albanien (1 Gemeinde)

## Geschichte

### Entstehung
Die Evangelisch-methodistische Kirche (englisch The United Methodist Church) ist in den Vereinigten Staaten von Amerika entstanden. Ihre erste Vorgängerkirche, die Bischöfliche Methodistenkirche, konstituierte sich 1784 auf der sogenannten Weihnachtskonferenz in Baltimore. Sie ging aus einer Erweckungsbewegung um den anglikanischen Geistlichen John Wesley hervor, die von England ausging.
Die heutige Kirche entstand 1968 aus der Vereinigung der Methodistenkirche (1939 entstanden aus der Vereinigung der Bischöflichen Methodistenkirche mit der Protestant Methodist Church und der Episcopal Methodist Church, South) mit der Evangelischen Vereinigten Brüderkirche (1946 entstanden aus der Evangelischen Gemeinschaft und der Kirche der Vereinigten Brüder in Christo, aber im deutschen Sprachraum weiterhin unter der Bezeichnung Evangelische Gemeinschaft vertreten).

### Methodismus in Mitteleuropa

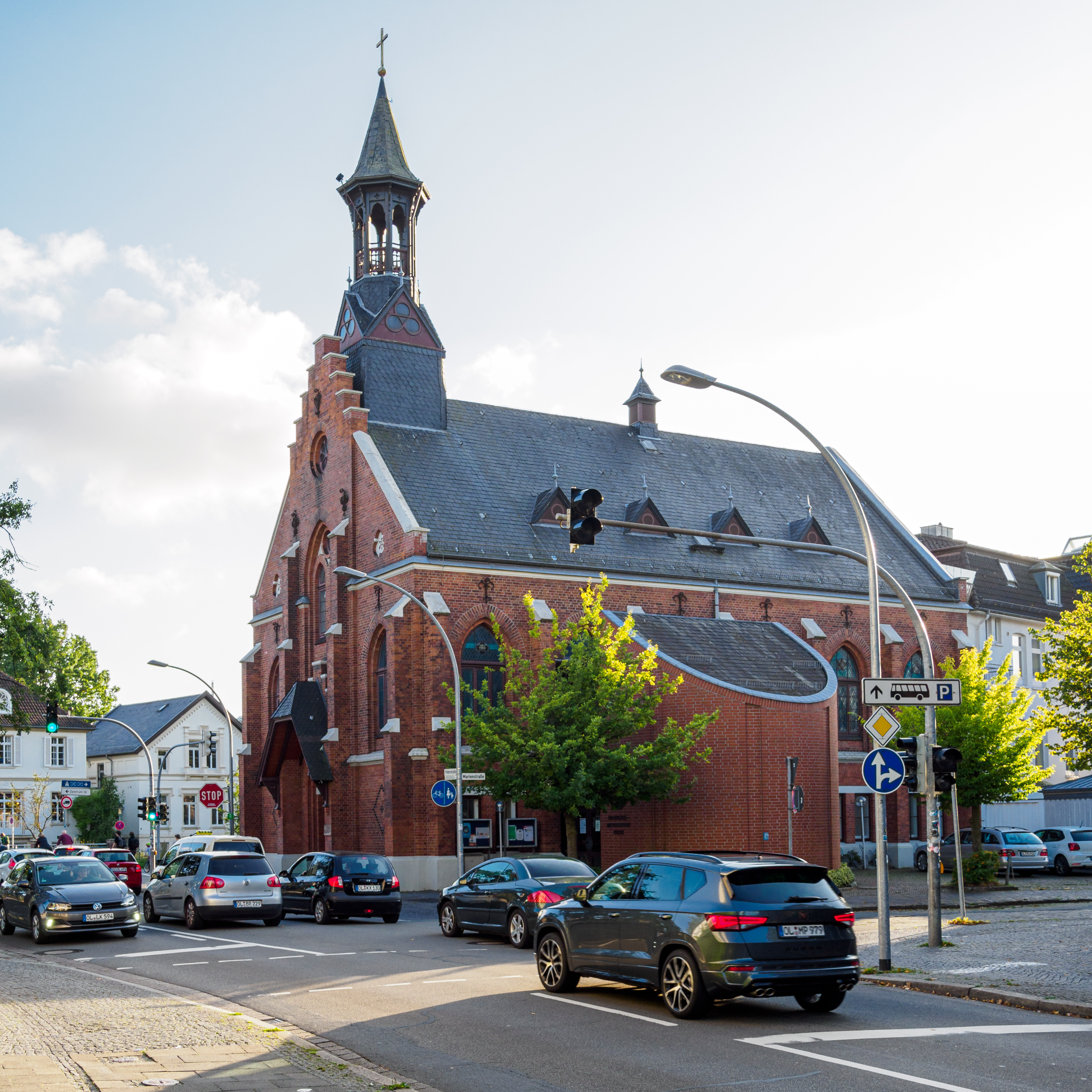
Evangelisch-methodistische Friedenskirche Oldenburg

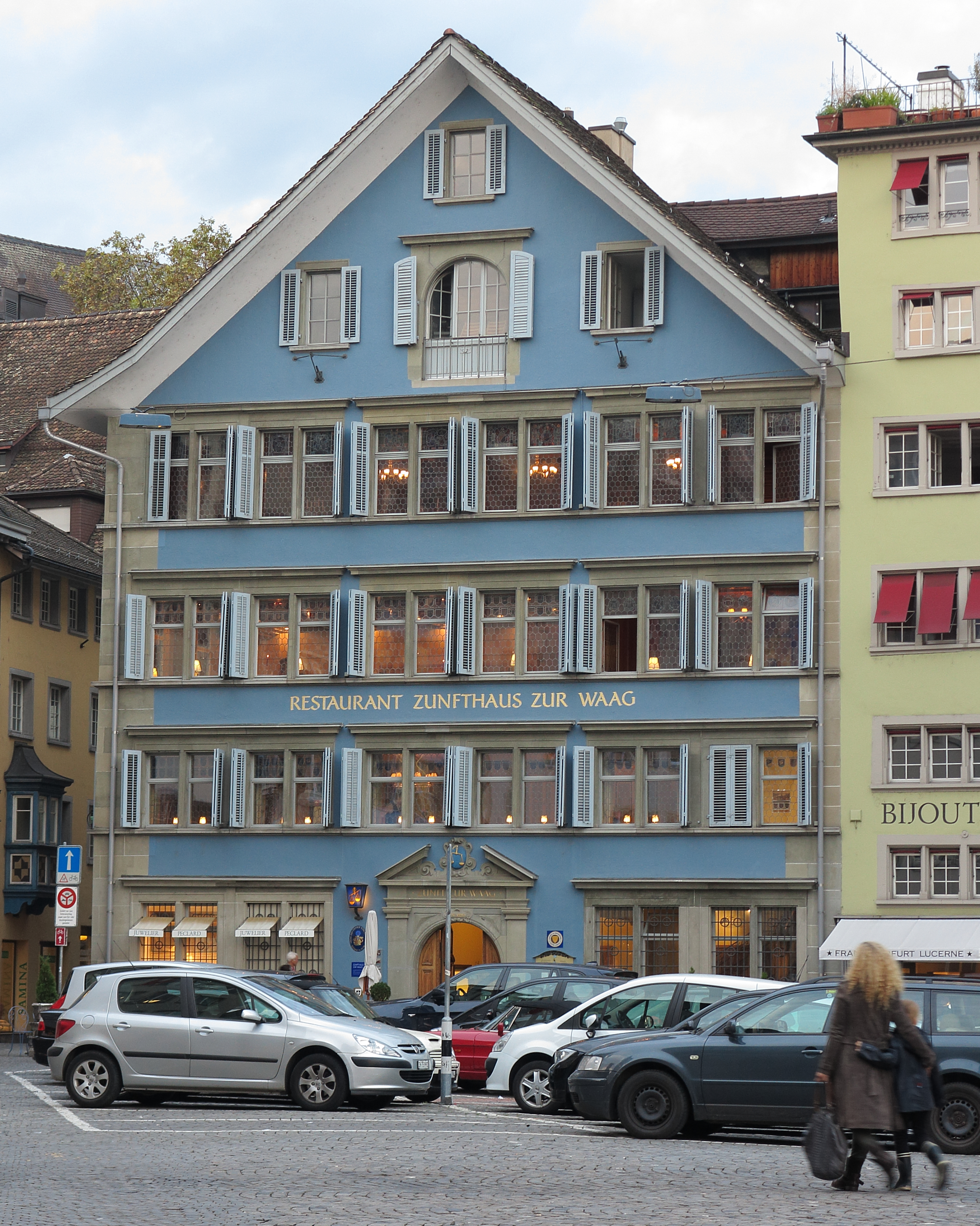
Zürich: Zunft(haus) zur Waag

Auf dem europäischen Kontinent fasste der Methodismus ab etwa 1830 Fuß. Der kontinentale Methodismus entwickelte sich aus vier methodistischen Zweigen, die sich schrittweise vereinigten. Die letzte dieser Vereinigungen methodistisch geprägter Kirchen war die der Methodistenkirche und der Evangelischen Vereinigten Brüderkirche zur Evangelisch-methodistischen Kirche im Jahr 1968.
In Deutschland fing 1830 ein Laie der Wesleyanischen Methodisten aus England Hausversammlungen in Württemberg an. Im Jahr 1859 sandten die Wesleyanischenen Methodisten aus Großbritannien den ersten ordinierten Pastor nach Württemberg. Nach der deutschen Revolution von 1848 und auf Bitten der in Württemberg arbeitenden Wesleyanischen Methodisten, begannen die Bischöfliche Methodistenkirche, ab 1849 in Bremen, und die Evangelische Gemeinschaft, zunächst in Württemberg, mit ihrer Arbeit in Deutschland. Eher klein und finanziell schwach war der Anfang der Kirche der Vereinigten Brüder in Christo, zunächst in Oberfranken. Widerstände gegen den Methodismus bildeten sich kaum aus Gründen der Lehre, jedoch waren diese demokratischen Kirchen mit Wurzeln im Ausland den national und hierarchisch organisierten Kirchen in Deutschland ein Dorn im Auge. Ab 1919 konnten die Methodisten von der in der Weimarer Verfassung erstmals in Deutschland garantierten Religionsfreiheit profitieren.
Die erste methodistische Gemeinde der Schweiz wurde 1840 in Lausanne infolge der Missionierung durch die englischen Wesleyanischen Methodisten gegründet. Der Schweizer Zweig der Bischöflichen Methodistenkirche begann 1856 zu wirken. Als Folge wurde die erste Predigt in deutscher Sprache am 24. Februar 1856 in Lausanne gehalten. Im selben Jahr versammelten sich bis zu 400 Leute im Saal der Zunft zur Waag in Zürich. Ab 1860 begann die Mission in Basel. 1856 begann die Bischöfliche Methodistenkirche aus den Vereinigten Staaten ihre Arbeit in Zürich, und 1866 gründeten die Evangelische Gemeinschaft ihre erste Gemeinde in Bern. So hat auch die heutige Evangelisch-methodistische Kirche in der Schweiz analog zur gesamten Evangelisch-methodistischen Kirche ihre Wurzeln in mehreren methodistischen Bewegungen.
In Österreich entstand der Methodismus ab 1870 hauptsächlich durch Missionare aus Süddeutschland. Während der ersten 50 Jahre hatten die österreichischen Methodisten nur Prediger aus dem Ausland. Die gesetzliche Anerkennung der Methodistenkirche erfolgte in Österreich erst 1951 durch Unterstützung der Alliierten. Zuvor wurde 1892 und 1920 das Gesuch um gesetzliche Anerkennung abgelehnt.
Ab 1912 gab es einen europäischen Sprengel der Methodistenkirche, dem als Bischof der Deutschamerikaner John Louis Nuelsen vorstand. 1925 wurden die drei Zentralkonferenzen Nordeuropa, Mitteleuropa und Südeuropa gegründet. Bischof Nuelsen leitete Mitteleuropa, zu dem Deutschland, die Schweiz und Österreich gehörten.
1924 leitete die Generalkonferenz der Methodistenkirche einen weltweiten Strukturwandel ein. Er führte, nun auch aus politischen Gründen nach der Machtübernahme der Nationalsozialisten, 1936 in Deutschland zur Zentralkonferenz der Bischöflichen Methodistenkirche in Deutschland unter Bischof F.H. Otto Melle. Die Methodistische Kirche stellte sich weitgehend loyal zu dem Staat, der mehr Spielraum ließ als bisher gewohnt. Jetzt erlangte sie auch auf Reichsebene die Anerkennung als Körperschaft öffentlichen Rechts.
Der nun sogenannte Genfer Sprengel, zu dem neben der Schweiz und Österreich auch Bulgarien, Ungarn, Jugoslawien, Belgien, Polen und die Tschechoslowakei gehörten, stand weiterhin unter der Leitung von Bischof Nuelsen. Dieser Sprengel bekam 1940 den Status einer Zentralkonferenz, deren Gemeinden jedoch auf Grund des Zweiten Weltkrieges zwischen den einzelnen Ländern keine Verbindung hatten. Nach dem Zweiten Weltkrieg waren Kontakte mit Belgien und dem neu zum Genfer Sprengel gestoßenen französischen Methodisten möglich. Nur die Verbindungen mit den Methodisten in den Ländern des Ostblocks blieben erschwert. 1954 wurde der Schweizer Ferdinand Sigg zum Bischof des Genfer Sprengels gewählt, der erste Bischof, den diese Zentralkonferenz selbst wählte.
Besonders stark war die Trennung zwischen Ost und West in Deutschland zu spüren. Die einzige intakte gemeinsame Struktur in der Methodistenkirche in Deutschland blieb bis 1968 das Bischofsamt mit Sitz in Frankfurt. 1970 gab es zwei deutsche methodistische Bischöfe, Armin Härtel wurde zum Bischof der EmK in der DDR gewählt. Es wurde versucht, die Kontakte auf offizieller und auf Gemeindeebene zu erhalten. 1992 wurde wieder eine gemeinsame deutsche Zentralkonferenz einberufen.

### Aufspaltung der Evangelisch-methodistischen Kirche in zwei methodistische Kirchen
Die Segnung gleichgeschlechtlicher Paare und die Ordinierung Homosexueller wird seit den 1970er Jahren in der Kirche beraten, diskutiert und führte zur Bildung von traditionellen und progressiven Flügeln. Anfang 2019 fand eine spezielle Generalkonferenz statt, in der die Kirchenleitung einen Plan zur Versöhnung vorlegte. Unter dem One Church Plan sollten künftig einzelne Gemeinden und regionale Konferenzen die Frage der Inklusion von LGBTQ-Mitgliedern entscheiden. Die Generalkonferenz lehnte den One Church Plan ab und entschied sich für den Traditional Plan, der unter Berufung auf biblische Lehren jegliche Form von Homosexualität bei Laien und Geistlichen der Kirche ablehnt und Kirchenstrafen androht. Der Kirchenteil in den USA mit rund 60 % der Welt-Mitglieder erschien etwa gleichmäßig gespalten, während die Kirchenteile außerhalb der USA und insbesondere die stark wachsenden Kirchenteile in Afrika und Südostasien fast geschlossen gegen den Plan der Kirchenleitung stimmten.
Nachdem alle Versuche, die Einheit zu wahren, gescheitert waren, verständigten sich Vertreter der verschiedenen Richtungen in der Evangelisch-methodistischen Kirche am 19. Dezember 2019 in einem „Protokoll der Versöhnung und Gnade durch Trennung“ (Protocol of Reconciliation & Grace Through Separation) auf eine Vereinbarung zur Aufspaltung durch die Gründung einer „traditionell-methodistischen Kirche“ (traditionalist Methodist church). Als Startkapital soll die künftige „traditionell-methodistische Kirche“ 25 Mill. US$ erhalten. Der Bischofsrat (englisch: Council of Bishops) der Evangelisch-methodistischen Kirche stimmte der Abmachung am 2. Januar 2020 zu.
Anfang Mai 2024 entschied die Generalkonferenz der UMC in Charlotte NC die generellen Einschränkungen für Ordinationen von gleichgeschlechtlichen Personen aufzugeben und die Entscheidungen wie vorgesehen den Weltregionen zu überlassen. Dies war möglich geworden, weil zwischen den Jahren 2019 und 2023 ungefähr 7600 konservative Gemeinden, davon 5600 Gemeinden im Jahr 2023, die Vereinigung verlassen hatten, was gut ein Viertel aller Gemeinden ausmachte. Darunter befanden sich wiederum etwa ein Viertel aller US-amerikanischen Gemeinden. Somit entstanden neue Mehrheitsverhältnisse, die diese Entscheidung möglich machten. Die traditionellen Gemeinden, die die Kirche verlassen hatten, beriefen sich auf den Paragraphen 2549 des United Methodist Book of Discipline. Die Gründung der neuen methodistischen Kirchenvereinigung namens Global Methodist Church wurde auf der Mega Manila Conference festgelegt und am 1. Mai 2022 vollzogen. Ihr traten auch ein Teil der US-amerikanischen Gemeinden bei, die sich vorher von der UMC getrennt hatten. Im Jahr 2024 spaltete sich die Evangelisch-methodistische Kirche von Côte d’Ivoire ebenfalls vom UMC ab, da sie die Ordination von Homosexuellen ablehnt.

## Diakonie und Soziales
Die Diakonie gehört zur Wesens- und Lebensäußerung der Evangelisch-methodistischen Kirche. Sie engagiert sich traditionell in verschiedenen Diakoniewerken. So hat die Kirche ein soziales Bekenntnis verabschiedet, in dem sie sich auf soziales Engagement verpflichtet und welches heute Bestandteil ihrer Lehrgrundlagen ist.

### Soziales Bekenntnis der Evangelisch-methodistischen Kirche
- Wir glauben an Gott, den Schöpfer der Welt, und an Jesus Christus, den Erlöser alles Erschaffenen, und an den Heiligen Geist, durch den wir Gottes Gaben erkennen.
- Wir bekennen, diese Gaben oft missbraucht zu haben, und bereuen unsere Schuld.
- Wir bezeugen, dass die natürliche Welt Gottes Schöpfungswerk ist. Wir wollen sie schützen und verantwortungsvoll nutzen.
- Wir nehmen dankbar die Möglichkeiten menschlicher Gemeinschaft an. Wir setzen uns ein für das Recht jedes Einzelnen auf sinnvolle Entfaltung in der Gesellschaft.
- Wir stehen ein für das Recht und die Pflicht aller Menschen, zum Wohl des Einzelnen und der Gemeinschaft beizutragen.
- Wir stehen ein für die Überwindung von Ungerechtigkeit und Not.
- Wir verpflichten uns zur Mitarbeit am weltweiten Frieden und treten ein für Recht und Gerechtigkeit unter den Nationen.
- Wir sind bereit, mit den Benachteiligten unsere Lebensmöglichkeiten zu teilen. Wir sehen darin eine Antwort auf Gottes Liebe.
- Wir anerkennen Gottes Wort als Maßstab in allen menschlichen Belangen jetzt und in der Zukunft.
- Wir glauben an den gegenwärtigen und endgültigen Sieg Gottes. Wir nehmen seinen Auftrag an, das Evangelium in unserer Welt zu leben.

### Diakonische Einrichtungen in Deutschland
Unter dem Dach der Evangelisch-methodistischen Kirche gibt es in Deutschland eine Reihe von diakonischen Einrichtungen, welche im Verband der Evangelisch-methodistischen Diakoniewerke (EmD) organisiert sind.
Zu diesen Diakoniewerken gehören:
- 13 Krankenhäuser
- Altenwohnungen
- 11 Seniorenzentren mit Pflegeheimen
- 3 Krankenpflegeschulen
- 2 Kindertagesstätten
- 2 Ferienheime
- 3 Diakonie-Sozialstationen

Zudem gibt es weitere Schwerpunkte, wie die Suchtkrankenhilfe und die Arbeit mehrerer Sozialwerke. Unterschiedlichste Einrichtungen sind so auch auf diese Weise in der Evangelisch-methodistischen Kirche Deutschlands beheimatet: Altenheime und Seniorenzentren, Einrichtungen für die Rehabilitation und Suchtkrankenhilfe, Kurbetriebe sowie Erholungs- und Freizeitstätten.

### Diakonische Werke in der Schweiz
Die in der Schweiz aus der Arbeit der Evangelisch-methodistischen Kirche entstandenen Diakoniewerke sind heute für gewöhnlich juristisch selbständig, werden aber von den Gemeinden finanziell und personell stark unterstützt. Darunter befinden sich zwei Spitäler, acht Alters- und Pflegeheime, zwei Wohngemeinschaften, ein Kindertagesheim, drei Hotels, ein Backpacker-Hostel sowie die Jungschar der Evangelisch-methodistischen Kirche.

## Ökumene

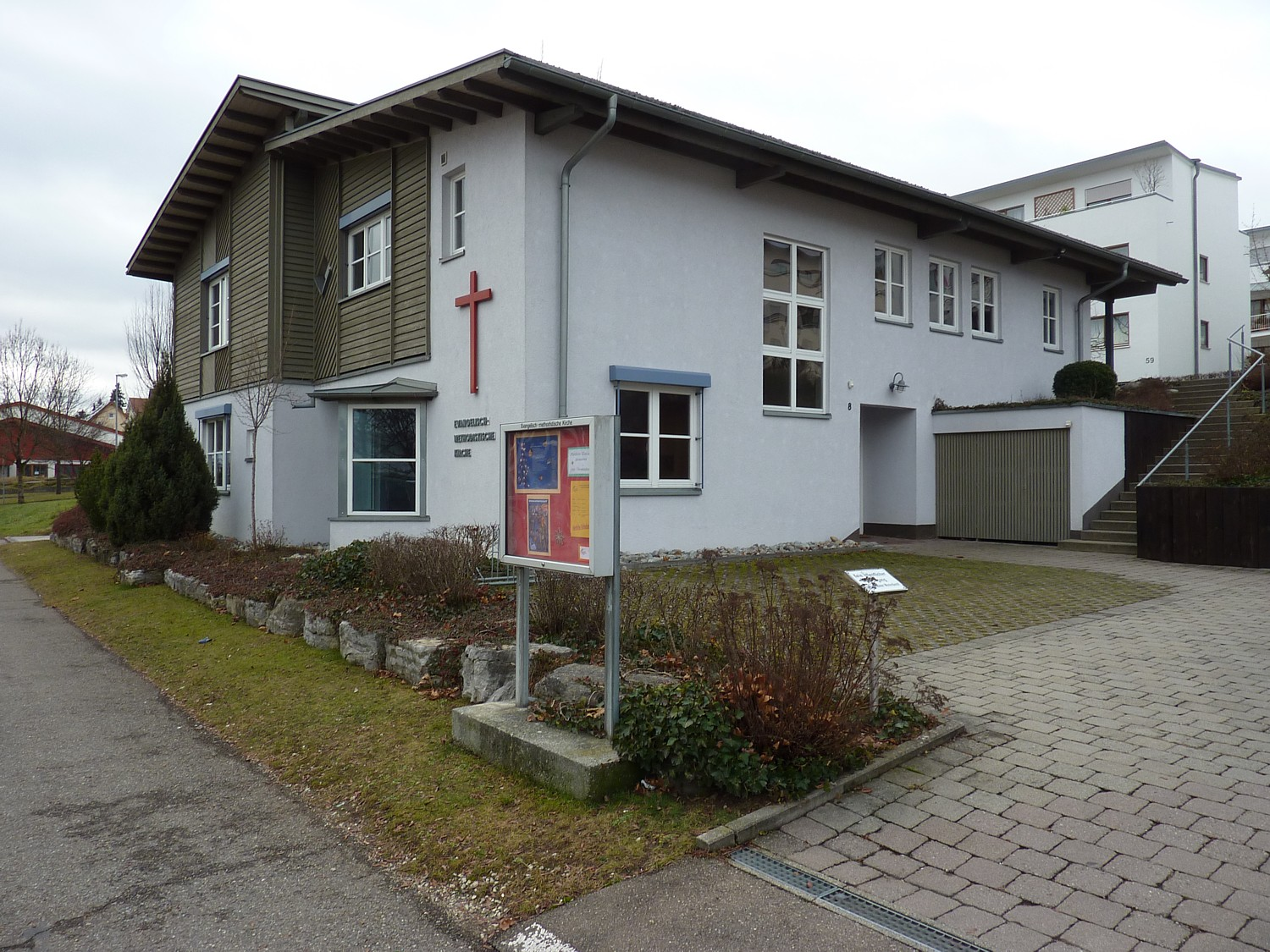
Evangelisch-methodistische Versöhnungskirche Eningen unter Achalm

Die Evangelisch-methodistische Kirche ist sowohl weltweit als auch lokal stark in der ökumenischen Bewegung engagiert.
Die Evangelisch-methodistische Kirche gehört dem Weltrat methodistischer Kirchen an und nimmt an allen seinen ökumenischen Dialogen teil. Ebenso ist sie Mitglied im Ökumenischen Rat der Kirchen. Des Weiteren unterzeichnete der Weltrat methodistischer Kirchen 2006 die Gemeinsame Erklärung zur Rechtfertigungslehre der Römisch-Katholischen Kirche und des Lutherischen Weltbundes. Die EmK, englisch UMC, wird in den USA den Mainline Churches zugeordnet.
Auf europäischer Ebene hat die EmK die europäische Charta Oecumenica mitunterzeichnet und ist seit 1995 Mitglied der Gemeinschaft Evangelischer Kirchen in Europa (früher Leuenberger Konkordie), mit deren Mitgliedskirchen sie Kanzel- und Abendmahlsgemeinschaft praktiziert.
Der deutsche Teil der EmK ist Mitglied bei der Arbeitsgemeinschaft Christlicher Kirchen in Deutschland und bei der Vereinigung Evangelischer Freikirchen, und manche Geistliche und Laien der Evangelisch-methodistischen Kirche in Deutschland arbeiten auf lokaler Ebene mit der Evangelischen Allianz zusammen. Die Zentralkonferenz Deutschland ist nach eingehenden Lehrgesprächen mit den Evangelischen Kirchen in Deutschland (der EKD) seit 1987 in einer Kanzel- und Abendmahlsgemeinschaft verbunden.
In der Schweiz ist die EmK mit den reformierten Landeskirchen Mitglied der Evangelisch-reformierten Kirche Schweiz. Ebenso ist sie Mitglied in der Arbeitsgemeinschaft christlicher Kirchen in der Schweiz (AGCK Schweiz) und im Verband Evangelischer Freikirchen und Gemeinden in der Schweiz. Daneben sind die lokalen Gemeinden in der Regel auch Mitglied der lokalen Evangelischen Allianz.
2005 kam es in den USA zwischen der Evangelisch-Lutherischen Kirche in Amerika (ELCA) und der Evangelisch-methodistischen Kirche (The United Methodist Church) zu einer Vereinbarung bezüglich gemeinsamem Abendmahl, damals noch ohne Austauschbarkeit von Geistlichen, was als ein Schritt auf eine volle Abendmahlsgemeinschaft hin gesehen wurde. Gegenwärtig arbeiten die beiden Kirchen an einem Dokument „Confessing our Faith Together“ (Unseren Glauben gemeinsam bekennen).
Seit 2009 gibt es eine Kanzel- und Abendmahlsgemeinschaft zwischen der ELCA und der United Methodist Church. Mit der amerikanischen Episkopalkirche besteht eine Interims-Abendmahlsgemeinschaft.
Auf europäischer Ebene arbeitet die EmK im Europäischen Methodistischen Rat (European Methodist Council) und im Methodistischen Rat für die Arbeit mit Kindern und Jugendlichen (EMYC, European Methodist Youth & Children’s Council).

## Varia
- In den 1980er Jahren entstand in der DDR das Brot-für-die-Welt-Spiel.[46] Das Gesellschaftsspiel für zwei bis vier Personen wurde in der Evangelisch-methodistischen Kirche[47] erdacht und hergestellt. Es warb für die Ziele und um die Unterstützung des deutschen kirchlichen Hilfswerks „Brot für die Welt“. Ein Exemplar des Spiels gehört zum Bestand des Zeitgeschichtlichen Forums Leipzig.